# U-802
 U-802  — немецкая подводная лодка типа IXC/40, времён Второй мировой войны. 
Заказ на постройку субмарины был отдан 7 декабря 1940 года. Лодка была заложена 1 декабря 1941 года на верфи судостроительной компании «Seebeck» в Бремене под строительным номером 360, спущена на воду 31 октября 1942 года, 16 мая 1943 года зачислена в 4-ю флотилию. 12 июня 1943 года под командованием капитан-лейтенанта Рольфа Штейнхауса вошла в состав учебной 4-й флотилии. 1 февраля 1944 года вошла в состав 2-й флотилии. 1 декабря 1944 года вошла в состав 33-й флотилии.
Лодка совершила	4 боевых похода, потопила 1 транспорт водоизмещением 1 621 брт. Сдалась союзникам в Лох Эриболл, Шотландия, 11 мая 1945 года, переведена в Лисахалли. Потоплена 31 декабря 1945 года в районе с координатами 55°30′ с. ш. 08°25′ з. д. в рамках операции «Дэдлайт».

## Командиры лодки
- 12 июня 1943 года — 12 декабря 1943 года капитан-лейтенант Рольф Штейнхаус.
- 13 декабря 1943 года — 11 мая 1945 года капитан-лейтенант Гельмут Шмойкель.